# Frigyes Ágost oldenburgi nagyherceg
Frigyes Ágost, németül: Friedrich August von Oldenburg (Oldenburg, 1852. november 16. – Rastede, 1931. február 24.) oldenburgi nagyherceg, az Oldenburgi Nagyhercegség utolsó uralkodója volt 1900 és 1918 között. 

## Ifjúsága, gyermekei
Frigyes Ágost 1852. november 16-án született Oldenburgban, ő volt II. Péter (1827–1900) oldenburgi nagyherceg és Erzsébet szász-altenburgi hercegnő elsőszülött gyermeke. A nagyhercegi párnak még egy fia született, 1855. június 27-én: György Lajos (1855–1939) herceg.
A fiúk nevelését 1861-től Otto von Parseval bajor katonatiszt végezte. Frigyes Ágost később a bonni, strasbourgi, illetve a lipcsei egyetemen folytatott tanulmányokat. Részt vett az 1870-71-ben zajló porosz-francia háborúban.
Képzése végén, 1874-75 folyamán tanulmányútra ment, mely során ellátogatott Kisázsiába, Konstantinápolyba, Palesztinába, valamint Egyiptomba.
1878. február 18-án feleségül vette Erzsébet Anna porosz hercegnőt, házasságból két gyermek származott:
- Zsófia Sarolta (1879–1864) Eitel Frigyes porosz herceghez ment feleségül.
- Margit (1881–1882)

Erzsébet Anna hercegnő 1895. augusztus 28-án, 38 évesen elhunyt. Frigyes Ágost az Oldenburgban ekkor felépített új palotáját néhai feleségéről nevezte el (Elisabeth-Anna-Palais)
1896. október 4-ikén Frigyes Ágost feleségül vette Erzsébet (1869–1955) mecklenburg-schwerini hercegnőt, II. Frigyes Ferenc mecklenburg-schwerini nagyherceg lányát. A házasságból hat gyermek született:
- Miklós (1897–1970) trónörökös, Ilona waldeck-prymonti hercegnőt vette feleségül.
- Frigyes Ágost (*/† 1900) Alexandrina ikertestvére.
- Alexandrina (*/† 1900) Frigyes Ágost ikertestvére.
- Ingeborg Alix (1901–1996) István schaumburg-lippei herceghez ment feleségül.
- Altburg Mária Matilda (1903–2001) Jósiás waldeck–prymonti herceghez ment feleségül.

## Uralkodása
Édesapja, II. Péter nagyherceg 1900. június 13-án elhunyt, így ő lett Oldenburg új uralkodója. Frigyes Ágost érdeklődött a technikai újítások iránt, ugyanakkor politikai felfogását a konzervativizmus jellemezte, amellett támogatta II. Vilmos császárt és a német birodalmi törekvéseket. Fő érdeklődési köre a tengerészet volt, a német uralkodók közül ő volt az egyetlen, akit a császár tengernaggyá nevezett ki. Számos fejlesztést hajtott végre országában, elsősorban a vízi utakat és a kikötőket igyekezett korszerűsíteni, amivel hozzájárult az ipar fellendüléséhez. Ezek miatt alattvalói körében népszerűnek számított.
1908 májusában több német uralkodóval együtt Bécsbe látogatott, hogy köszöntse Ferenc József császárt uralkodásának 60. évfordulóján. Ebből az alkalomból a magyar királyi Szent István-rend nagykeresztjével tüntették ki.
1914-ben az Oldenburgi Nagyhercegség a Német Császárság részeként belépett az I. világháborúba (az állam hadserege egy gyalog-, és egy dragonyosezredből, valamint két tüzérütegből állt). 1914. szeptember 24-én az oldenburgi nagyherceg megalapította a saját magáról elnevezett Frigyes Ágost-kereszt kitüntetést, kimondottan a harcoló katonák elismerésére céljából.
A nagyherceg mindvégig támogatta a háborút. Kiállt amellett, hogy a Német Császárságnak további európai területeket kell szereznie, a győzelem esetén pedig Belgiumot, illetve Franciaországot (utóbbit két részre osztva) vazallus állammá kell tenni. Határozottan elutasította a Reichstag által 1917-ben javasolt békemegállapodást.
IV. Károly király 1917. január 30-án Badenben kiadott rendeletével Frigyes Ágost oldenburgi nagyherceget nevezte ki a cs. és kir. 12. gyalogezred ezredtulajdonosává.
1918. november 11-én lemondott a trónról és rastede-i kastélyába vonult vissza.

## Későbbi pályafutása
Költségei fedezése céljából az elődei által összegyűjtött képzőművészeti alkotások egy részét külföldön értékesítette. A befolyt összeget nagyrészt egy húsüzem alapításába fektette, amely azonban 1927-ben tönkrement. Mivel az eladott műtárgyak között számos jelentős alkotás volt, az egykori nagyherceg eljárása jelentős ellenérzéseket váltott ki, és később ez vezetett egy, a német kulturális javak védelméről szóló törvény megalkotásához.
Frigyes Ágost 1931. február 24-én hunyt el rastede-i kastélyában. Az oldenburgi Gertrudenfriedhof temetőben álló nagyhercegi mauzóleum kriptájában helyezték örök nyugalomra.

## Érdeklődése a hajózás iránt
Frigyes Ágost szenvedélyes hajós volt. Első jachtját, a Lehnsahn (I)-et 1881-ben szerezte be, ezt követte 1890-ben a nagyobb méretű Lehnsahn (II), amely már hosszabb utak megtételére is alkalmas volt. 1895. július 5-én az Elsfleth-ben működő oldenburgi tengerészeti iskolában letette a hosszújáratú tengerészkapitányi vizsgát.
1900-ban megválasztották a német Hajóépítési Műszaki Társaság (Schiffbautechnischen Gesellschaft), valamint a Német Iskolahajó Szövetség (Deutschen Schulschiff-Verein) elnökévé. Utóbbi szervezet célja vitorlás iskolahajók építése volt, a tengerészképzés elősegítése végett. Tevékenységük nyomán 1901-ben bocsátották vízre az oldenburgi nagyhercegnéről elnevezett Großherzogin Elisabeth-et, 1914-ben pedig a Großherzog Friedrich August-ot.
Már az uralkodói cím elnyerése után, 1901-ben állt szolgálatba a Lensahn (III), amely már valódi luxusjachtnak épült. A nagyherceg számos utat tett meg a hajón családjával együtt. 1902-ben az Adriára látogatott el, ekkor Fiumében is kikötött.
1904-ben szabadalmat jelentett be egy általa tervezett hajócsavarra, amelyet "Niki-propellernek" nevezett el. A találmányért a Hannoveri Műszaki Főiskola (Technischen Hochschule Hannover) díszdoktori címet adományozott neki.
1910-ben bocsátották vízre a Helgoland-osztályú SMS Oldenburg csatahajót. A hajó keresztanyaságát Zsófia Sarolta hercegnő vállalta el, az avatóbeszédet Figyes Ágost mondta el. 
Szerepelt az 1917-ben megjelent Zwei blaue Jungen című játékfilmben. Az alkotás a német tengerészet népszerűsítésére szolgált, a cselekmény egy része a Großherzog Friedrich August iskolahajón játszódott. A nagyherceg önmagát alakította a filmben.

## Címei
Frigyes Ágost nagyherceg, Norvégia örököse, Schleswig, Holstein, Stormarn, Dithmarschen és Oldenburg hercege, Lübeck és Birkenfeld fejedelme, Jever és Kniphausen ura.

## Fordítás
Ez a szócikk részben vagy egészben  a   Friedrich August (Oldenburg, Großherzog) című német Wikipédia-szócikk fordításán alapul.  Az eredeti cikk szerkesztőit annak laptörténete sorolja fel. Ez a jelzés csupán a megfogalmazás eredetét és a szerzői jogokat jelzi, nem szolgál a cikkben szereplő információk forrásmegjelöléseként.